# Bagabag (Philippinen)
Bagabag ist eine Verwaltungsgemeinde in der philippinischen Provinz Nueva Vizcaya. Im Norden grenzt sie an die Provinz Ifugao. Die Gemeinde hat eine Fläche von 260 km² und hatte im Jahre 2015 35.501 Einwohner.
Bagabag ist in die folgenden 17 Baranggays aufgeteilt:
| - Bakir - Baretbet - Careb - Lantap - Murong - Nangalisan - Paniki - Pogonsino - Quirino | - San Geronimo - San Pedro - Santa Cruz - Santa Lucia - Tuao North - Tuao South - Villa Coloma - Villaros |